# Irena Bierwiaczonek-Polak
Irena Bierwiaczonek-Polak (ur. 2 listopada 1951 w Przemyślu, zm. 27 października 2009 w Zielonej Górze) – współczesna malarka polska.
W 1974 roku ukończyła w Katowicach Wydział Grafiki Akademii Sztuk Pięknych w Krakowie. Była córką polskiego malarza realisty Olgierda Bierwiaczonka.
Irena Bierwiaczonek-Polak uprawiała rodzaj realizmu magicznego. W swoich obrazach komponowała rozbudowane surrealistyczne sceny, biegnące w głąb obrazu, oświetlone magicznym blaskiem, pełne niezwykłych postaci, często tancerek i tancerzy. Posługiwała się techniką tradycyjnego malarstwa olejnego z dużą dbałością o warsztat malarski, wykonywała również pastele.
W jej twórczości bardzo ważne miejsce zajmuje portret. Obok współczesnych, artystka wykonała także dwadzieścia cztery portrety książąt piastowskich pt. „Poczet piastowskich książąt Śląska Lubuskiego” oraz portret osiemnastowiecznego malarza polskiego Tadeusza Kuntze.
Zmarła w Zielonej Górze, gdzie mieszkała od 1974 roku.